# Lachnodiella bondari
Lachnodiella bondari är en insektsart som beskrevs av Costa Lima 1934. Lachnodiella bondari ingår i släktet Lachnodiella och familjen ullsköldlöss. Inga underarter finns listade i Catalogue of Life.